# Paolo Maldini
Paolo Cesare Maldini (Milão, 26 de junho de 1968) é um ex-futebolista italiano que atuava como lateral-esquerdo ou zagueiro. Amplamente reconhecido como um dos maiores ídolos da história do Milan, é considerado um dos maiores jogadores italianos e um dos melhores defensores da história.
Frequentemente listado como um dos maiores atletas da história do futebol italiano, europeu e mundial, Maldini passou toda a sua carreira no Milan, ingressando nas categorias de base aos dez anos de idade e permanecendo no time rossonero até o fim de sua carreira profissional, aos 41, tendo dedicado 31 anos de sua vida à equipe de Milão. Jogador extremamente vitorioso, conquistou um total de 26 títulos em suas 25 temporadas (1984 a 2009) como profissional, um recorde na história do clube — o defensor disputou impressionantes 902 partidas no Milan. Foi campeão italiano em sete oportunidades e por cinco vezes da Liga dos Campeões da UEFA; ainda venceria duas vezes a Copa Intercontinental e uma vez a Copa do Mundo de Clubes da FIFA. Era dono de um vigor físico invejável, sempre marcando agressiva e fortemente seus oponentes. Dominava uma técnica sem igual através da ambidestria para efetuar com perfeição desarmes, roubadas de bola e lançamentos precisos.
Em 1995, foi escolhido pela FIFA o segundo melhor jogador do mundo, atrás apenas do centroavante George Weah. Na disputa pela Bola de Ouro da tradicional revista France Football, o defensor ficou em terceiro lugar em 1994 e em 2003.
Após se aposentar dos gramados, trabalhou como diretor técnico do Milan entre 2019 e 2023.

## Carreira

### Milan
Paolo Maldini (IPA: [ˈpaolo malˈd̪ini]) dedicou toda sua carreira ao clube em que o revelou: o Milan. Estreou na Serie A aos 16 anos de idade, sendo lançado por Nils Liedholm no dia 20 de janeiro de 1985, na partida contra a Udinese, tendo vindo diretamente da categoria de base para o banco de reservas devido ao grande número de lesionados; entrou no decorrer da partida, após lesão de mais um jogador.
Nas competições europeias, Maldini também somou várias conquistas. Por 118 vezes jogou na Liga dos Campeões da UEFA, tendo sido por cinco vezes campeão europeu, mas o mesmo não aconteceu na Copa da UEFA: em vinte e um jogos, não conquistou nenhuma vez o título. As dezessete partidas que disputou na Supercopa Europeia, renderam quatro títulos, em três partidas na Copa Intercontinental somou dois títulos, e em duas partidas no Copa do Mundo de Clubes da FIFA foi campeão uma vez.

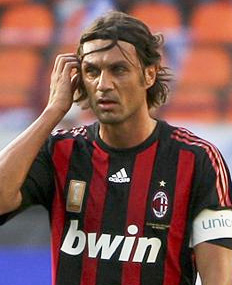
Maldini pelo Milan em 2008

No dia 28 de maio de 2003, na final da Liga dos Campeões, vencida contra a Juventus, Maldini viveu um dos momentos mais marcantes de sua história. O defensor ergueu o troféu de campeão europeu 40 anos exatos após seu pai, Cesare Maldini, ter feito a mesma coisa.
A estes números juntam-se também ainda um jogo num torneio reconhecido pela Federação Italiana e um outro correspondente ao desempate por pênaltis com o Farense. Possui pelo menos dois grandes recordes: é o jogador que mais temporadas disputou na Serie A com a mesma equipe, com vinte e seis campeonatos consecutivos e, foi o jogador a marcar o gol mais rápido em uma final de Liga dos Campeões, aos cinquenta e um segundos de jogo, frente ao Liverpool, em 2005.
Anunciou sua aposentadoria ao final da temporada 2008–09, devido a sérias lesões a qual passou ao longo de sua carreira. Quando Maldini deixou o futebol, o Milan, seu único clube em vinte e quatro anos de carreira, aposentou a sua camisa número 3, que somente voltará a ser usada caso um dos seus filhos herde-a como profissional do clube, o que poderia ocorrer com seu filho Christian.
Disputou sua milésima partida na carreira no jogo contra o Parma, no dia 16 de fevereiro de 2008, pelo Campeonato Italiano. Encerrou sua carreira como futebolista profissional na partida contra a Fiorentina, com vitória por 2–0, no dia 31 de maio de 2009. Ao todo, foram mais de mil partidas como profissional e mais de novecentos pelo Milan, além de ter conquistado mais de vinte e sete títulos e diversos prêmios.

### Seleção Nacional
Debutou com a camisa azul da Seleção Italiana aos dezenove anos, em um empate em 1–1, contra a antiga Iugoslávia, num amistoso disputado no dia 31 de março de 1988.
Maldini disputou por três vezes a Eurocopa: em 1988, 1996 e 2000, tendo sido vice-campeão nesta última. Representou a Azzurra em quatro edições da Copa do Mundo, nos anos de 1990, onde foi terceiro colocado; 1994, com o vice-campeonato; 1998, onde foi treinado por seu pai Cesare Maldini; e 2002, quando, após a eliminação dos italianos, retirou-se da Seleção.
Recebeu um convite para voltar três anos depois, em 2005, podendo até ter disputado a Copa do Mundo de 2006, mas não aceitou, pois isso lhe tiraria tempo de descanso em datas FIFA e em pré-temporadas, tempo necessário à sua recuperação e manutenção física, devido à sua idade, considerada elevada para o futebol profissional.

## Curiosidades
- Na infância era torcedor da Juventus e admirava o futebol do atacante Roberto Bettega. Foi por insistência do pai, Cesare, que havia feito história na defesa do Milan, que Paolo foi para as categorias de base dos rossoneri e como defensor.[11] Apesar de ser um jogador destro, tinha facilidade também em trabalhar com o pé esquerdo. Iniciou a carreira como lateral-esquerdo e posteriormente deslocou-se para a função de zagueiro, tendo qualidade para atuar em qualquer posição do sistema defensivo.[11]
- É um dos jogadores que mais atuou na Serie A, tendo colecionado mais de 600 partidas na competição e somando todos os jogos por seu clube esse número passa dos 800, ultrapassando o recorde de Dino Zoff.
- Ao todo tem 902 partidas oficiais disputadas com o Milan e 26 troféus conquistados em vinte e cinco anos de carreira. Marcou nestes jogos 33 gols. Paolo esteve presente em 172 partidas da Copa da Itália, mas apenas por uma vez conquistou o troféu, enquanto as seis participações na Supercopa da Itália, lhe renderam cinco títulos.
- Uma grande curiosidade é que dos sete títulos de campeão europeu conquistados pelo Milan, seis foram com a atuação da família Maldini: as cinco últimas foram conquistadas por Paolo, e a primeira por seu pai Cesare Maldini.
- Detém a marca de gol mais rápido de uma final de Liga dos Campeões da UEFA.
- Além de ter conquistado cinco Liga dos Campeões, Maldini é o único jogador da história a ter conquistado cinco Supercopas da UEFA, o que até os dias de hoje é um recorde.

## Estilo de jogo

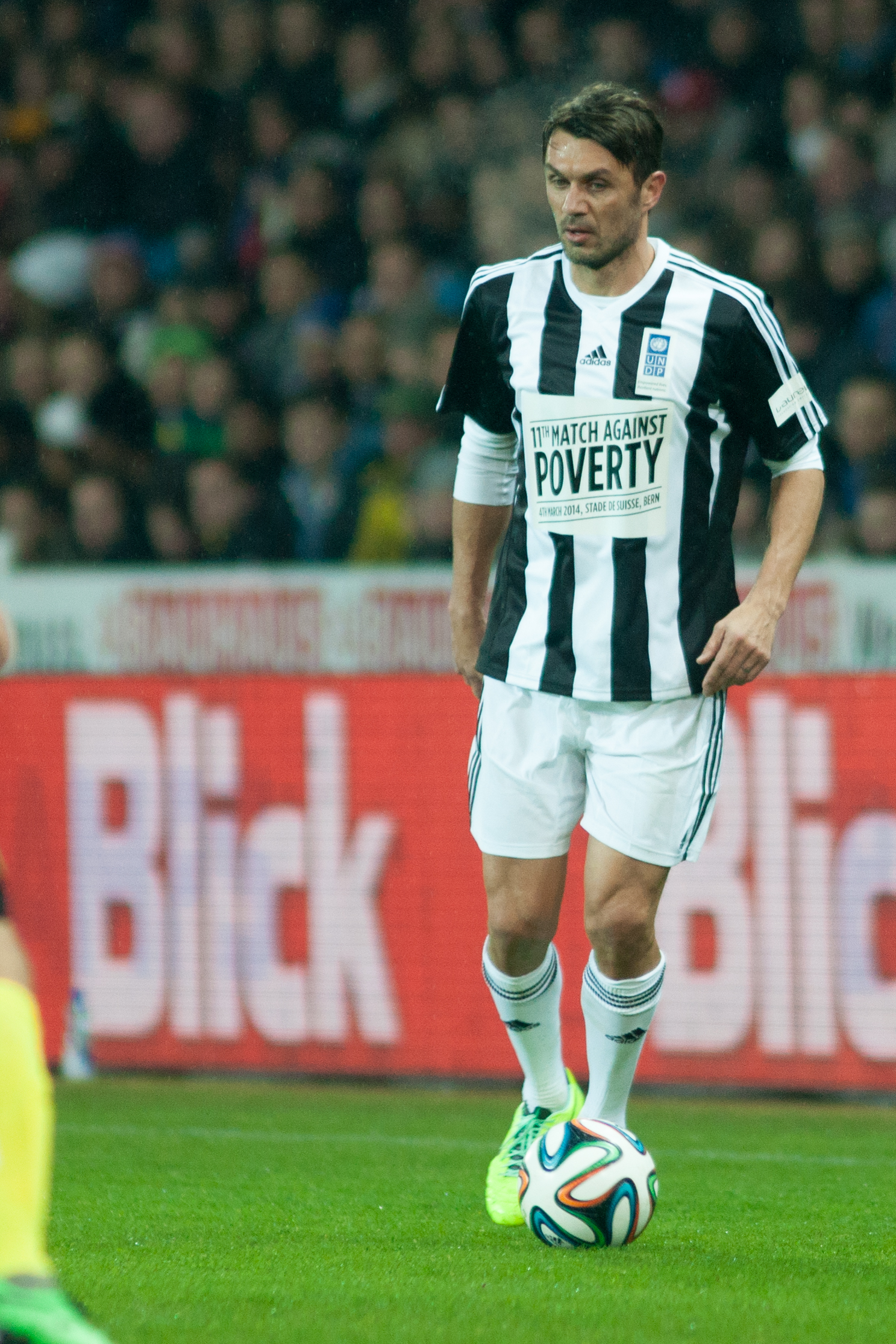
Maldini em 2014, durante um amistoso beneficente

Maldini era destro, mas tinha muita facilidade em jogar com o pé esquerdo. Iniciou sua carreira e logo foi escolhido como lateral-esquerdo pelo técnico Arrigo Sacchi, devido à presença de Mauro Tassotti na lateral-direita do Milan. Isso foi possível devido à versatilidade e ambidestria de Maldini, o que lhe permitiu jogar em qualquer posição da defesa e ter uma carreira profissional longa e bem sucedida, tanto com o Milan quanto com a Seleção Italiana.
| “                    | Maldini foi o melhor e mais forte defensor que já enfrentei. Ele tinha tudo: ele era um defensor completo, que era forte, inteligente e um excelente marcador de homem. | ” |
| — Zlatan Ibrahimović | |   |

| “                   | Ele foi um dos melhores defensores da história da Liga dos Campeões, mas o que foi tão impressionante sobre ele é que, quando ele estava na bola, ele não parecia um defensor, mas como um meio-campista elegante." | ” |
| — Ronaldinho Gaúcho | |   |

Era conhecido por sua habilidade técnica, atletismo, carrinhos deslizantes, resistência, compostura e corridas rápidas energéticas pela parte traseira esquerda ou lateral. Ele também foi um excelente cruzador de bola e uma ameaça de ataque eficaz, marcando e ajudando vários objetivos ao longo de sua carreira. Nos últimos poucos anos de sua carreira, enquanto ele perdeu a velocidade, ele foi transferido para uma posição de zagueiro central, onde ele se destacou em confiar em sua experiência, habilidade tática, posicionamento e timing para ganhar a bola.
Como um zagueiro central, Maldini era conhecido por sua marcação, consciência e capacidade de antecipar uma jogada trabalhada pelo ataque adversário. Apesar de ser um defensor preciso e imponente, ele geralmente evitava subir ao ataque e comprometer a defesa, preferindo restringir o jogo ofensivo de seus oponentes através de seu posicionamento e marcação. Maldini também era conhecido por sua habilidade aérea, força, luta e marcação do homem, bem como seu conhecimento tático. O seu alcance e a capacidade de iniciar as jogadas do campo de defesa também lhe permitiram se destacar na posição de líbero, nas raras ocasiões em que foi escalado nessa função.

## Vida pessoal
Filho do ex-jogador e treinador Cesare Maldini, Paolo é casado com a ex-modelo venezuelana Adriana Fossa. O casal possui dois filhos: Christian, nascido em 1996, e Daniel, nascido em 2001. O mais novo, que atua como meio-campista, seguiu o caminho do pai e estreou na equipe principal do Milan aos 18 anos, em fevereiro de 2020.
Em maio de 2015, Maldini tornou-se proprietário do Miami FC, clube estadunidense que disputa a USL Championship.

## Títulos
Milan
- Serie A: 1987–88, 1991–92, 1992–93, 1993–94, 1995–96, 1998–99 e 2003–04
- Supercopa da Itália: 1988, 1992, 1993, 1994 e 2004
- Liga dos Campeões da UEFA: 1988–89, 1989–90, 1993–94, 2002–03 e 2006–07
- Supercopa da UEFA: 1989, 1990, 1994 e 2003
- Copa Intercontinental: 1989 e 1990
- Copa da Itália: 2002–03
- Copa do Mundo de Clubes da FIFA: 2007

### Prêmios individuais
- Prêmio Bravo: 1989
- Seleção da Copa do Mundo FIFA: 1994
- Jogador do Ano pela World Soccer: 1994
- Seleção da Eurocopa: 1988, 1996 e 2000
- Seleção da UEFA: 2003 e 2005
- Melhor Jogador da Copa Intercontinental: 2003
- Oscar del Calcio: 2004
- FIFA 100[24]
- FIFPro World XI: 2005
- Melhor Defensor da UEFA: 2007
- Prêmio Facchetti: 2008
- Recorde de aparições na Serie A: 647
- One Club Man Award: 2016
- Presente na Seleção de Futebol do Século XX da Revista Venerdi-100 Magnifici e Voetball International
- Bola de Ouro Dream Team: melhor lateral-esquerdo
- All-Time World Men's Dream Team - IFFHS: 2021[25]
- Seleção Italiana de Todos os Tempos - IFFHS: 2021[26]